# Gel desinfetante

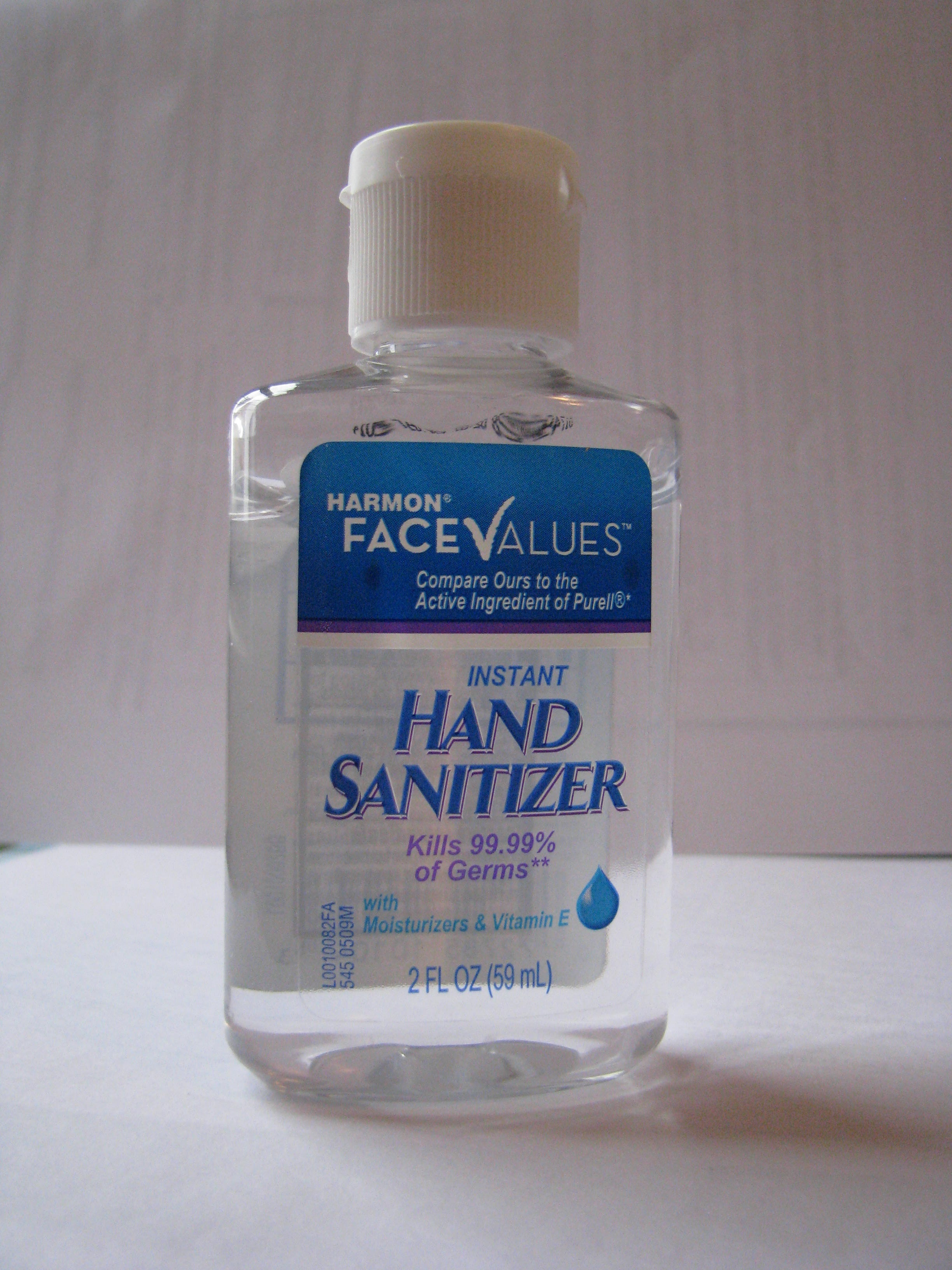
Embalagem de gel desinfetante comum.

Um gel desinfetante é um líquido geralmente usado para diminuir a quantidade de agentes patogénicos nas mãos. Na maior parte dos contextos clínicos, as formulações à base de álcool são preferíveis à lavagem das mãos com água e sabonete. São geralmente mais eficazes a matar microorganismos e melhor toleradas do que água e sabonete. No entanto, as mãos devem continuar a ser lavadas após o uso de sanitários. O uso generalizado de soluções sem álcool não está recomendado. Fora do contexto clínico, são poucas as evidências que apoiem a preferência por géis desinfetantes em relação à lavagem das mãos. Estes desinfetantes estão disponíveis na forma de líquidos, géis ou cremes.
As versões à base de álcool geralmente são fabricadas com isopropanol, etanol ou 1-Propanol. As fórmulas que contenham entre 60 e 95% de álcool são as mais eficazes. Estas soluções são geralmente inflamáveis. Embora os desinfetantes à base de álcool matem uma série de microorganismos, não matam esporos. Algumas fórmulas contêm glicerol para evitar que a pele seque. As versões sem álcool podem ser fabricadas à base de cloreto de benzalcónio ou triclosan.